# 上海捕鼠器戏剧工作室
上海捕鼠器戏剧工作室是2007年在上海成立的話劇團，劇團名字源於戲劇《捕鼠器》，劇團以演出阿加莎·克里斯蒂作品改編戲劇為主。創始人童歆和妻子林奕同於2004年在上海戲劇學院導演系畢業，2003年兩人參加了一家民營劇團，之後三年以演員身份演出戲劇《捕鼠器》。2007年兩人放棄编制，成立了上海捕鼠器戏剧工作室，童歆擔任工作室製作人負責翻譯西方戲劇作品，林奕則擔任導演。工作室通過英国代理机构購入《捕鼠器》的改編權，2008年推出新版《捕鼠器》，演出直到2009年2月版權過期。
2011年工作室邀請阿加莎的孫子馬修到上海，獲得馬修獨家授權中國大陸地區所有的阿加莎戲劇作品演出。獲得授權後，工作室採用新的合作方式與上海話劇藝術中心合作製作《无人生还》戲劇並在中國大陸各地巡演，首輪合作成功後，雙方合作也擴大到阿加莎其他作品，推出「阿加莎系列」戲劇。童歆和林奕前往英國取材時發現當地有阿加莎作品的廣播劇，兩人購買了廣播劇版權，2014年本地化後在上海話劇藝術中心推出廣播劇《声临阿加莎》。

## 演出劇目
| 首演年份              | 作品名稱                                 | 原作作者                              | 備註  |
| --------------------- | ---------------------------------------- | ------------------------------------- | ----- |
| 2007年                | 《捕鼠器》                               | 阿加莎·克里斯蒂                       | [ 3 ] |
| 2007年 2013年（新版） | 《无人生还》                             | 阿加莎·克里斯蒂                       | [ 3 ] |
| 2009年                | 《游戏》 （原名《侦探》）                | 安东尼·沙弗尼                         | [ 3 ] |
| 2009年                | 《意外来客》                             | 阿加莎·克里斯蒂                       | [ 3 ] |
| 2010年                | 《命案回首》                             | 阿加莎·克里斯蒂                       | [ 3 ] |
| 2010年                | 《空幻之屋》                             | 阿加莎·克里斯蒂                       | [ 3 ] |
| 2011年                | 《死亡陷阱》                             | 艾拉·莱文                             | [ 3 ] |
| 2011年                | 《原告证人》                             | 阿加莎·克里斯蒂                       | [ 3 ] |
| 2012年                | 《蛛网》                                 | 阿加莎·克里斯蒂                       | [ 3 ] |
| 2013年                | 《低音大提琴》                           | 聚斯金德                              | [ 3 ] |
| 2013年                | 《当亚当遇到夏娃》                       | 罗伯·贝克                             | [ 3 ] |
| 2013年                | 《糊涂戏班》                             | 迈克尔·弗莱恩                         | [ 3 ] |
| 2014年                | 《一个老太五个贼》                       | 威廉·罗斯                             | [ 3 ] |
| 2014年                | 《声临阿加莎》（原名：《谋杀正在直播》） | 阿加莎·克里斯蒂                       | [ 3 ] |
| 2015年                | 《破镜》                                 | 阿加莎·克里斯蒂                       | [ 3 ] |
| 2016年                | 《演砸了》                               | 亨利·刘易斯、乔纳森·塞尔、亨利·希尔兹 | [ 3 ] |

## 備註
1. ↑  馬修是阿加莎除《捕鼠器》以外作品的版權持有人[1]。

## 外部連結
- 上海捕鼠器戏剧工作室的新浪微博